# Xanthoparmelia wildeae
Xanthoparmelia wildeae är en lavart som först beskrevs av C. W. Dodge, och fick sitt nu gällande namn av Hale. Xanthoparmelia wildeae ingår i släktet Xanthoparmelia och familjen Parmeliaceae.   Inga underarter finns listade i Catalogue of Life.